# Jesús López (Film)
Jesús López ist ein Filmdrama von Maximiliano Schonfeld das im September 2021 beim San Sebastián Film Festival seine Premiere feierte.

## Handlung
Ein junger Mann namens Jesús López stirbt bei Unfall. Seine Eltern stehen unter Schock, und über das ganze Dorf aus dem Jesús stammt, legt sich ein dunkler Schatten. Erst als sie beginnen, seinen Cousin Abel in ihr Leben zu integrieren, der nach der Beerdigung ihres Sohnes von ihnen gebeten wird, eigentlich nur ein paar Tage bei ihnen zu bleiben, scheint der allgemeinen Schwermut nachzulassen.
Abel versucht Jesús' Rolle einzunehmen, was die Menschen im Dorf zunächst tolerieren, doch zunehmend Unbehagen auslöst. Abel fühlt sich in seinem neuen Leben jedoch mittlerweile ganz wohl und will dieses nicht so einfach wieder aufgeben. Er hatte Jesús, diesen großen, gutaussehenden und sehr selbstbewussten Mann, immer bewundert. Er genießt es, dessen Klamotten zu tragen, mit Jesús' früherer Motorradgang abzuhängen und mit ihnen Musik zu hören.

## Produktion

### Filmstab und Besetzung

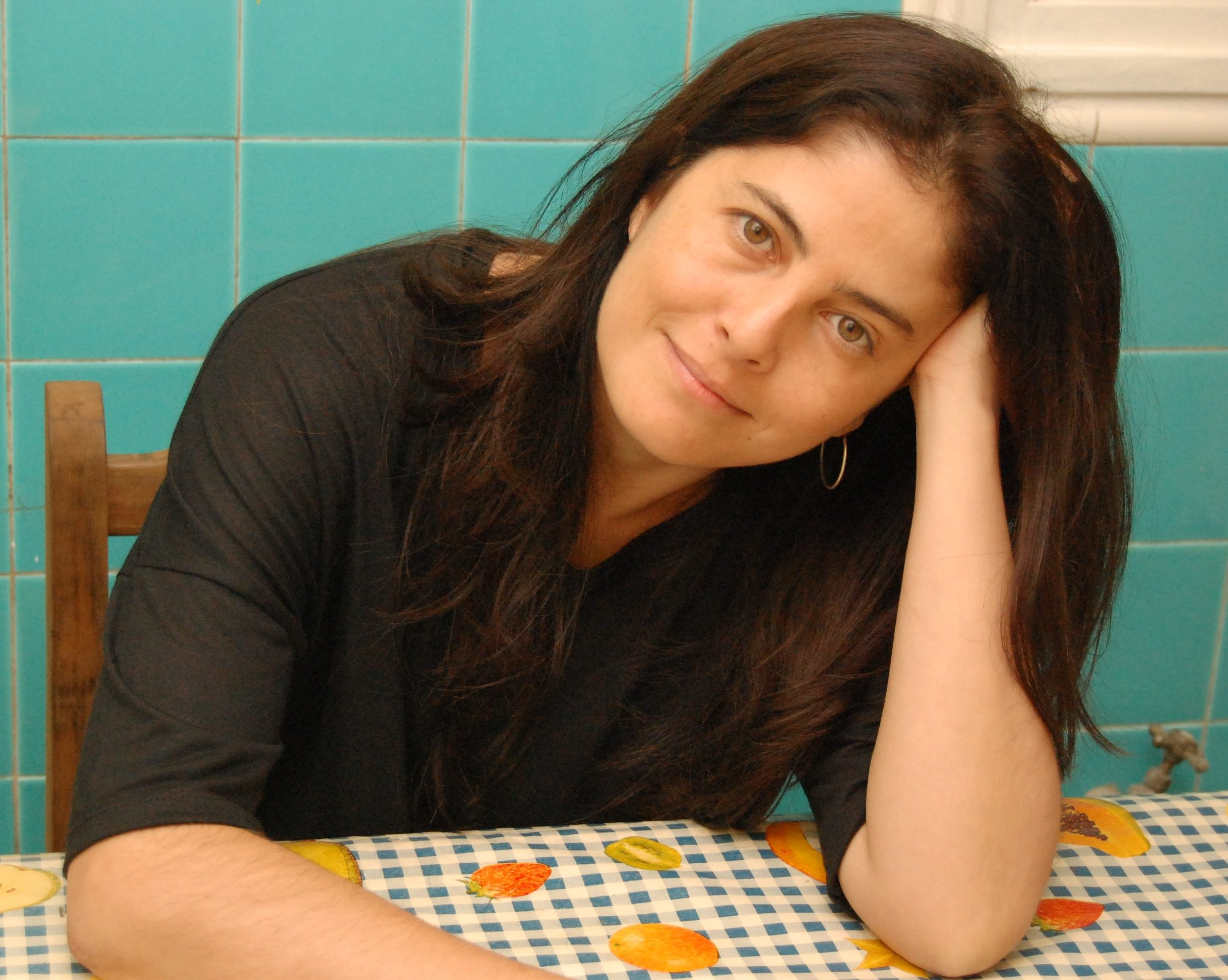
Gemeinsam mit der argentinischen Schriftstellerin Selva Almada schrieb Maximiliano Schonfeld auch das Drehbuch für Jesús López

Regie führte Maximiliano Schonfeld. Er studierte an der staatlichen Filmhochschule in Buenos Aires und war Regieassistent von Rodrigo Moreno und Victor Kozakovzky. Im Jahr 2012 stellte er beim Filmfest Hamburg seinen Debütfilm Germania vor. Gemeinsam mit der argentinischen Schriftstellerin Selva Almada schrieb Schonfeld auch das Drehbuch für Jesús López. Ein guter Ausgangspunkt für die Geschichte des Films entwickelte sich nach einer Begegnung mit einem jungen Mann aus dem Dorf Maria Luisa während der Vorbereitung zu den Dreharbeiten von Schonfelds Film The Black Frost. Dieser junge Mann, der wie die Figur im Film Abel hieß, hatte gerade die Schule abgeschlossen, arbeitete mit seinem Vater auf dem Feld und suchte nach einem Weg, von dort wegzukommen.
Lucas Schell spielt in der Titelrolle Jesus Lopez, der lediglich am Anfang des Films von Bedeutung ist. Er war bereits in Germania und The Black Frost in einer größeren Rolle zu sehen. Der Laiendarsteller Joaquin Spahn spielt dessen Cousin Abel, der nach Jesus’ Tod mehr und mehr sein Leben fortlebt. Schonfeld erklärte, man habe Spahn während eines Castings an Schulen und auf Straßen in Entre Ríos und Santa Fe entdeckt. Alfredo Zenobi spielt Abels Onkel Cacho und Jesús’ Vater, Paula Ransenberg seine Tante Irene und Jesús’ Mutter. Sofía Palomino spielt Azul, die mehr als nur eine Freundin von Jesus López gewesen zu sein scheint.

### Dreharbeiten und Filmmusik
Als Kameramann fungierte Federico Lastra. Wie bereits bei Schonfelds vorherigen Filmen fanden die Dreharbeiten in der Provinz Entre Ríos im Nordosten Argentiniens statt, einer Gegend, in der viele Wolgadeutsche leben. In der Gegend gibt es eine große Heavy-Metal-Szene, die Schonfeld auch in Jesús López wieder einbezog. In der Stadt Diamante findet das größte Bikertreffen Südamerikas statt. Der Film ist von deren Lebensstil und dieser Musik geprägt. Die Musik für den Film selbst stammt von Jackson Souvenirs, einem Duo bestehend aus Javier Diz und Norman MacLoughlin.

### Veröffentlichung
Ab 17. September 2021 fanden erste Vorstellungen des Films beim San Sebastián Film Festival statt. Anfang Oktober 2021 wurde Jesús López beim Filmfest Hamburg gezeigt. Anfang März 2022 wurde er beim Santa Barbara International Film Festival vorgestellt.

## Auszeichnungen
Mar del Plata Film Festival 2021
- Auszeichnung als Bester lateinamerikanischer Film (Maximiliano Schonfeld)[11]

San Sebastián Film Festival 2021
- Nominierung für den Horizons Award (Maximiliano Schonfeld)[9]